# Damir
Damir (in cirillico: Дамир) è un nome proprio di persona croato, serbo e sloveno maschile.

## Varianti
- Croato:
  - Ipocoristici: Dado[1]
  - Femminili: Damira[1]

## Origine e diffusione
Potrebbe trattarsi di un composto delle radici slave dan (donato) e miru ("pace" o "mondo", un elemento assai comune nell'onomastica slava), ma non è escluso che possa avere invece origini turche.

## Onomastico
Il nome è adespota, cioè non è portato da alcun santo, quindi l'onomastico ricorre ad Ognissanti, il 1º novembre.

## Persone
- Damir Bajs, politico croato
- Damir Džumhur, tennista bosniaco

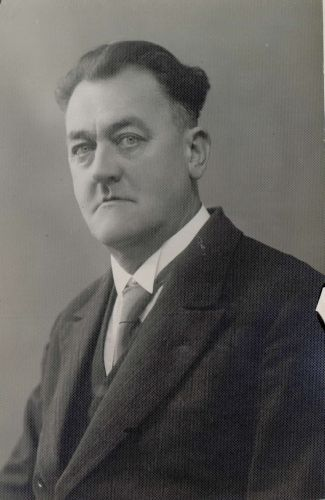
Damir Feigel

- Damir Feigel, scrittore e umorista sloveno
- Damir Kedžo, cantante croato
- Damir Matković, astronomo croato
- Damir Mehić, calciatore svedese
- Damir Skomina, arbitro di calcio sloveno